# Grand Prix Malezji 2014
Grand Prix Malezji 2014 (oficjalnie 2014 Formula 1 Petronas Malaysia Grand Prix) – druga eliminacja Mistrzostw Świata Formuły 1 w sezonie 2014. Grand Prix odbyła się w dniach 28–30 marca 2014 roku na torze Sepang International Circuit w Sepang.

## Tło
Krawężnik na wyjściu z piątego zakrętu toru został przedłużony do wierzchołka zakrętu szóstego. Nowy krawężnik został umieszczony na wyjściu z piętnastego zakrętu. Sztuczna trawa po zewnętrznej zakrętów: pierwszym, piątym, siódmym, ósmym i dwunastym została usunięta.
8 marca 2014 roku doszło do zaginięcia malezyjskiego samolotu linii Malaysia Airlines z 239 osobami na pokładzie. Szef toru Sepang International Circuit, Razlan Razali stwierdził, że w Malezji nie ma atmosfery Formuły 1, a ludzie skupiają się na temacie odnalezienia samolotu. Gdy pracownicy zespołu Ferrari chcieli zakwaterować się w swoich miejscach hotelowych okazało się, że są one zajmowane przez rodziny (z Chin) zaginionego samolotu. Ze względu na rezerwację zespołu, rodziny musiały opuścić hotel.
Sędzią z ramienia byłych kierowców wybrany został Martin Donnelly, kierowca Formuły 1 w latach 1989–1990. Donnelly’iemu pomagali także Silvia Bellot i Lars Österlind.
Po tym jak podczas Grand Prix Australii McLaren MP4-29 został pomalowany w barwy Mobil 1, w celu uczczenia 20-letniej współpracy pomiędzy firmami, podczas Grand Prix Malezji bold wystartował w barwach Esso.

## Lista startowa
Źródło: Wyprzedź Mnie!
| Nr | Kierowca          | Zespół                        | Samochód          | Silnik                         | Opony |
| -- | ----------------- | ----------------------------- | ----------------- | ------------------------------ | ----- |
| 1  | Sebastian Vettel  | Infiniti Red Bull Racing      | Red Bull RB10     | Renault Energy F1-2014 1.6T V6 | P     |
| 3  | Daniel Ricciardo  | Infiniti Red Bull Racing      | Red Bull RB10     | Renault Energy F1-2014 1.6T V6 | P     |
| 4  | Max Chilton       | Marussia F1 Team              | Marussia MR03     | Ferrari 059/3 1.6T V6          | P     |
| 6  | Nico Rosberg      | Mercedes AMG Petronas F1 Team | Mercedes F1 W05   | Mercedes-Benz PU106A 1.6T V6   | P     |
| 7  | Kimi Räikkönen    | Scuderia Ferrari              | Ferrari F14 T     | Ferrari 059/3 1.6T V6          | P     |
| 8  | Romain Grosjean   | Lotus F1 Team                 | Lotus E22         | Renault Energy F1-2014 1.6T V6 | P     |
| 9  | Marcus Ericsson   | Caterham F1 Team              | Caterham CT05     | Renault Energy F1-2014 1.6T V6 | P     |
| 10 | Kamui Kobayashi   | Caterham F1 Team              | Caterham CT05     | Renault Energy F1-2014 1.6T V6 | P     |
| 11 | Sergio Pérez      | Sahara Force India F1 Team    | Force India VJM07 | Mercedes-Benz PU106A 1.6T V6   | P     |
| 13 | Pastor Maldonado  | Lotus F1 Team                 | Lotus E22         | Renault Energy F1-2014 1.6T V6 | P     |
| 14 | Fernando Alonso   | Scuderia Ferrari              | Ferrari F14 T     | Ferrari 059/3 1.6T V6          | P     |
| 17 | Jules Bianchi     | Marussia F1 Team              | Marussia MR03     | Ferrari 059/3 1.6T V6          | P     |
| 19 | Felipe Massa      | Williams Martini Racing       | Williams FW36     | Mercedes-Benz PU106A 1.6T V6   | P     |
| 20 | Kevin Magnussen   | McLaren Mercedes              | McLaren MP4-29    | Mercedes-Benz PU106A 1.6T V6   | P     |
| 21 | Esteban Gutiérrez | Sauber F1 Team                | Sauber C33        | Ferrari 059/3 1.6T V6          | P     |
| 22 | Jenson Button     | McLaren Mercedes              | McLaren MP4-29    | Mercedes-Benz PU106A 1.6T V6   | P     |
| 25 | Jean-Éric Vergne  | Scuderia Toro Rosso           | Toro Rosso STR9   | Renault Energy F1-2014 1.6T V6 | P     |
| 26 | Daniił Kwiat      | Scuderia Toro Rosso           | Toro Rosso STR9   | Renault Energy F1-2014 1.6T V6 | P     |
| 27 | Nico Hülkenberg   | Sahara Force India F1 Team    | Force India VJM07 | Mercedes-Benz PU106A 1.6T V6   | P     |
| 44 | Lewis Hamilton    | Mercedes AMG Petronas F1 Team | Mercedes F1 W05   | Mercedes-Benz PU106A 1.6T V6   | P     |
| 77 | Valtteri Bottas   | Williams Martini Racing       | Williams FW36     | Mercedes-Benz PU106A 1.6T V6   | P     |
| 99 | Adrian Sutil      | Sauber F1 Team                | Sauber C33        | Ferrari 059/3 1.6T V6          | P     |
| Nr | Kierowca          | Zespół                        | Samochód          | Silnik                         | Opony |

## Wyniki

### Sesje treningowe
Źródło: Wyprzedź Mnie!
| Sesja | Nr | Kierowca       | Konstruktor | Czas     | Okr. |
| ----- | -- | -------------- | ----------- | -------- | ---- |
| 1     | 44 | Lewis Hamilton | Mercedes    | 1:40,691 | 19   |
| 2     | 6  | Nico Rosberg   | Mercedes    | 1:39,909 | 30   |
| 3     | 6  | Nico Rosberg   | Mercedes    | 1:39,008 | 13   |

### Kwalifikacje
Źródło: Wyprzedź Mnie!
| Poz. | Nr | Kierowca          | Konstruktor          | Q1       | Q2       | Q3       | Poz. s. |
| ---- | -- | ----------------- | -------------------- | -------- | -------- | -------- | ------- |
| 1    | 44 | Lewis Hamilton    | Mercedes             | 1:57,202 | 1:59,041 | 1:59,431 | 1       |
| 2    | 1  | Sebastian Vettel  | Red Bull–Renault     | 1:57,654 | 1:59,399 | 1:59,486 | 2       |
| 3    | 6  | Nico Rosberg      | Mercedes             | 1:57,183 | 1:59,445 | 2:00,050 | 3       |
| 4    | 14 | Fernando Alonso   | Ferrari              | 1:58,889 | 2:01,356 | 2:00,175 | 4       |
| 5    | 3  | Daniel Ricciardo  | Red Bull–Renault     | 1:58,913 | 2:00,147 | 2:00,541 | 5       |
| 6    | 7  | Kimi Räikkönen    | Ferrari              | 1:59,257 | 2:01,532 | 2:01,218 | 6       |
| 7    | 27 | Nico Hülkenberg   | Force India–Mercedes | 1:58,883 | 2:00,839 | 2:01,712 | 7       |
| 8    | 20 | Kevin Magnussen   | McLaren-Mercedes     | 2:00,358 | 2:02,094 | 2:02,213 | 8       |
| 9    | 25 | Jean-Éric Vergne  | Toro Rosso–Renault   | 2:01,689 | 2:02,096 | 2:03,078 | 9       |
| 10   | 22 | Jenson Button     | McLaren–Mercedes     | 2:00,889 | 2:01,810 | 2:04,053 | 10      |
| 11   | 26 | Daniił Kwiat      | Toro Rosso–Renault   | 2:01,175 | 2:02,351 | –        | 11      |
| 12   | 21 | Esteban Gutiérrez | Sauber–Ferrari       | 2:01,134 | 2:02,369 | –        | 12      |
| 13   | 19 | Felipe Massa      | Williams–Mercedes    | 2:00,047 | 2:02,460 | –        | 13      |
| 14   | 11 | Sergio Pérez      | Force India–Mercedes | 2:00,076 | 2:02,511 | –        | NW      |
| 15   | 77 | Valtteri Bottas   | Williams–Mercedes    | 1:59,709 | 2:02,756 | –        | 18      |
| 16   | 8  | Romain Grosjean   | Lotus–Renault        | 2:00,202 | 2:02,885 | –        | 15      |
| 17   | 13 | Pastor Maldonado  | Lotus–Renault        | 2:02,074 | –        | –        | 16      |
| 18   | 99 | Adrian Sutil      | Sauber–Ferrari       | 2:02,131 | –        | –        | 17      |
| 19   | 17 | Jules Bianchi     | Marussia–Ferrari     | 2:02,702 | –        | –        | 19      |
| 20   | 10 | Kamui Kobayashi   | Caterham–Renault     | 2:03,595 | –        | –        | 20      |
| 21   | 4  | Max Chilton       | Marussia–Ferrari     | 2:04,388 | –        | –        | 21      |
| 22   | 9  | Marcus Ericsson   | Caterham–Renault     | 2:04,407 | –        | –        | 22      |

### Wyścig
Źródło: Wyprzedź Mnie!
| P                                                     | + / –     | Nr | Kierowca          | Konstruktor          | Okr. | Czas / Strata         | Komentarz |
| ----------------------------------------------------- | --------- | -- | ----------------- | -------------------- | ---- | --------------------- | --------- |
| 1                                                     | Bez zmian | 44 | Lewis Hamilton    | Mercedes             | 56   | 1h40m25,974           |           |
| 2                                                     | 1         | 6  | Nico Rosberg      | Mercedes             | 56   | +0:17,313             |           |
| 3                                                     | 1         | 1  | Sebastian Vettel  | Red Bull–Renault     | 56   | +0:24,534             |           |
| 4                                                     | Bez zmian | 14 | Fernando Alonso   | Ferrari              | 56   | +0:35,992             |           |
| 5                                                     | 2         | 27 | Nico Hülkenberg   | Force India–Mercedes | 56   | +0:47,199             |           |
| 6                                                     | 4         | 22 | Jenson Button     | McLaren–Mercedes     | 56   | +1:23,691             |           |
| 7                                                     | 6         | 19 | Felipe Massa      | Williams–Mercedes    | 56   | +1:25,076             |           |
| 8                                                     | 10        | 77 | Valtteri Bottas   | Williams–Mercedes    | 56   | +1:25,537             |           |
| 9                                                     | 1         | 20 | Kevin Magnussen   | McLaren–Mercedes     | 55   | +1 okr.               | [ a ]     |
| 10                                                    | 1         | 26 | Daniił Kwiat      | Toro Rosso–Renault   | 55   | +1 okr.               |           |
| 11                                                    | 4         | 8  | Romain Grosjean   | Lotus–Renault        | 55   | +1 okr.               |           |
| 12                                                    | 6         | 7  | Kimi Räikkönen    | Ferrari              | 55   | +1 okr.               |           |
| 13                                                    | 7         | 10 | Kamui Kobayashi   | Caterham–Renault     | 55   | +1 okr.               |           |
| 14                                                    | 8         | 9  | Marcus Ericsson   | Caterham–Renault     | 54   | +2 okr.               |           |
| 15                                                    | 6         | 4  | Max Chilton       | Marussia–Ferrari     | 54   | +2 okr.               |           |
| Niesklasyfikowani                                     |           |    |                   |                      |      |                       |           |
|                                                       |           | 3  | Daniel Ricciardo  | Red Bull–Renault     | 49   | wycofał się           | [ b ]     |
|                                                       |           | 21 | Esteban Gutiérrez | Sauber–Ferrari       | 35   | skrzynia biegów       |           |
|                                                       |           | 99 | Adrian Sutil      | Sauber–Ferrari       | 32   | jednostka napędowa    |           |
|                                                       |           | 25 | Jean-Éric Vergne  | Toro Rosso–Renault   | 18   | turbo                 |           |
|                                                       |           | 17 | Jules Bianchi     | Marussia–Ferrari     | 8    | uszkodzenia z kolizji | [ c ]     |
|                                                       |           | 13 | Pastor Maldonado  | Lotus–Renault        | 7    | jednostka napędowa    |           |
| Nie wystartowali / niedopuszczeni do ponownego startu |           |    |                   |                      |      |                       |           |
|                                                       |           | 11 | Sergio Pérez      | Force India–Mercedes |      | skrzynia biegów       |           |
| P                                                     | + / –     | Nr | Kierowca          | Konstruktor          | Okr. | Czas / Strata         | Komentarz |

### Najszybsze okrążenie
Źródło: Wyprzedź Mnie!
| Nr | Kierowca       | Konstruktor | Czas     | Okr. |
| -- | -------------- | ----------- | -------- | ---- |
| 44 | Lewis Hamilton | Mercedes    | 1:43,066 | 53   |

## Prowadzenie w wyścigu
Źródło: Racing–Reference.info
| Nr                              | Kierowca       | Okrążenia | Suma |
| ------------------------------- | -------------- | --------- | ---- |
| 44                              | Lewis Hamilton | 1–56      | 56   |
| \| Wykres \| \| ------ \| \| \| |                |           |      |
| Wykres                          |                |           |      |
|                                 |                |           |      |

## Klasyfikacja po wyścigu

### Kierowcy
| P                 | +/− | Kierowca          | Starty | Punkty | P1 | P2 | P3 | PP | NO | NS |
| ----------------- | --- | ----------------- | ------ | ------ | -- | -- | -- | -- | -- | -- |
| 1                 | 0   | Nico Rosberg      | 2      | 43     | 1  | 1  | –  | –  | 1  | –  |
| 2                 | N   | Lewis Hamilton    | 2      | 25     | 1  | –  | –  | 2  | 1  | 1  |
| 3                 | +1  | Fernando Alonso   | 2      | 24     | –  | –  | –  | –  | –  | –  |
| 4                 | −1  | Jenson Button     | 2      | 23     | –  | –  | 1  | –  | –  | –  |
| 5                 | −3  | Kevin Magnussen   | 2      | 20     | –  | 1  | –  | –  | –  | –  |
| 6                 | 0   | Nico Hülkenberg   | 2      | 18     | –  | –  | –  | –  | –  | –  |
| 7                 | N   | Sebastian Vettel  | 2      | 15     | –  | –  | 1  | –  | –  | 1  |
| 8                 | −3  | Valtteri Bottas   | 2      | 14     | –  | –  | –  | –  | –  | –  |
| 9                 | −2  | Kimi Räikkönen    | 2      | 6      | –  | –  | –  | –  | –  | –  |
| 10                | N   | Felipe Massa      | 2      | 6      | –  | –  | –  | –  | –  | 1  |
| 11                | −3  | Jean-Éric Vergne  | 2      | 4      | –  | –  | –  | –  | –  | 1  |
| 12                | −3  | Daniił Kwiat      | 2      | 3      | –  | –  | –  | –  | –  | –  |
| 13                | −3  | Sergio Pérez      | 1      | 1      | –  | –  | –  | –  | –  | –  |
| 14                | −3  | Adrian Sutil      | 2      | 0      | –  | –  | –  | –  | –  | 1  |
| 15                | N   | Romain Grosjean   | 2      | 0      | –  | –  | –  | –  | –  | 1  |
| 16                | −4  | Esteban Gutiérrez | 2      | 0      | –  | –  | –  | –  | –  | 1  |
| 17                | −4  | Max Chilton       | 2      | 0      | –  | –  | –  | –  | –  | –  |
| 18                | N   | Kamui Kobayashi   | 2      | 0      | –  | –  | –  | –  | –  | 1  |
| 19                | N   | Marcus Ericsson   | 2      | 0      | –  | –  | –  | –  | –  | 1  |
| Niesklasyfikowani |     |                   |        |        |    |    |    |    |    |    |
|                   |     | Jules Bianchi     | 2      | –      | –  | –  | –  | –  | –  | 2  |
|                   |     | Daniel Ricciardo  | 2      | –      | –  | –  | –  | –  | –  | 2  |
|                   |     | Pastor Maldonado  | 2      | –      | –  | –  | –  | –  | –  | 2  |
| P                 | +/− | Kierowca          | Starty | Punkty | P1 | P2 | P3 | PP | NO | NS |

### Konstruktorzy
| P  | +/− | Konstruktor          | Starty | Punkty | P1 | P2 | P3 | PP | NO | NS |
| -- | --- | -------------------- | ------ | ------ | -- | -- | -- | -- | -- | -- |
| 1  | +1  | Mercedes             | 4      | 68     | 2  | 1  | –  | 2  | 2  | 1  |
| 2  | −1  | McLaren–Mercedes     | 4      | 43     | –  | 1  | 1  | –  | –  | –  |
| 3  | 0   | Ferrari              | 4      | 30     | –  | –  | –  | –  | –  | –  |
| 4  | 0   | Williams–Mercedes    | 4      | 20     | –  | –  | –  | –  | –  | 1  |
| 5  | 0   | Force India–Mercedes | 3      | 19     | –  | –  | –  | –  | –  | –  |
| 6  | N   | Red Bull–Renault     | 4      | 15     | –  | –  | 1  | –  | –  | 3  |
| 7  | −1  | Toro Rosso–Renault   | 4      | 7      | –  | –  | –  | –  | –  | 1  |
| 8  | −1  | Sauber–Ferrari       | 4      | 0      | –  | –  | –  | –  | –  | 2  |
| 9  | N   | Lotus–Renault        | 4      | 0      | –  | –  | –  | –  | –  | 3  |
| 10 | N   | Caterham–Renault     | 4      | 0      | –  | –  | –  | –  | –  | 2  |
| 11 | −3  | Marussia–Ferrari     | 4      | 0      | –  | –  | –  | –  | –  | 2  |
| P  | +/− | Konstruktor          | Starty | Punkty | P1 | P2 | P3 | PP | NO | NS |